# Cycloneura triangulata
Cycloneura triangulata är en tvåvingeart som beskrevs av Tonnoir och Edwards 1927. Cycloneura triangulata ingår i släktet Cycloneura och familjen svampmyggor. Inga underarter finns listade i Catalogue of Life.